# Eutelia granvillei
Eutelia granvillei är en fjärilsart som beskrevs av Edward P. Wiltshire 1980. Eutelia granvillei ingår i släktet Eutelia och familjen nattflyn. Inga underarter finns listade i Catalogue of Life.